# 莱阳专区
莱阳专区，中华人民共和国山东省已撤消的专区，在今山东省东部。
1950年由原胶东行署区南海、北海、西海3专区析置，专员公署驻莱阳县（今莱阳市）。辖原南海专区所属莱阳、莱西、平东、平南4县；原北海专区所属黄县、招远、栖霞、栖东、蓬莱5县和长山岛特区；原西海专区所属掖县、掖南、平度、平西4县。莱阳专区辖13县、1特区。
1952年，平南县改称蓼兰县。1953年，撤销平西县，并入蓼兰县；撤销平东县，并入平度县；撤销栖东县，并入栖霞县。专区辖10县、1特区。
1955年，原文登专区所属威海市及海阳、昆嵛、乳山、牟平、荣成、福山、文登、石岛8县及原胶州专区所属即墨县划入莱阳专区；平度县划归昌潍专区。同年，调整专区辖县：
1. 撤销长山岛特区，改设长岛县；
2. 撤销石岛县，并入荣成县；
3. 撤销掖南县，并入掖县；
4. 撤销昆嵛县，并入威海市及牟平、文登2县。

调整后，莱阳专区辖1市、15县。
1958年，撤销莱阳专区；将即墨县划归青岛市，其余1市、14县划归烟台专区。